# Dubeč
Dubeč (německy Groß Dubetsch), původně v mužském rodu, dnes i v ženském, je městská čtvrť a katastrální území na jihovýchodě hlavního města Prahy tvořící území městské části Praha-Dubeč. Ves je doložena již v 11. století, v letech 1502–1974 byla Dubeč samostatným městečkem, jehož součástí je i místní část Dubeček.
Praha-Dubeč je od 24. listopadu 1990 městská část, jejímž územím je katastrální území Dubeč. Městská část je součástí městského obvodu Praha 10. Přenesenou působnost státní správy zde vykonává městská část Praha 15 v rámci stejnojmenného správního obvodu.

## Historie

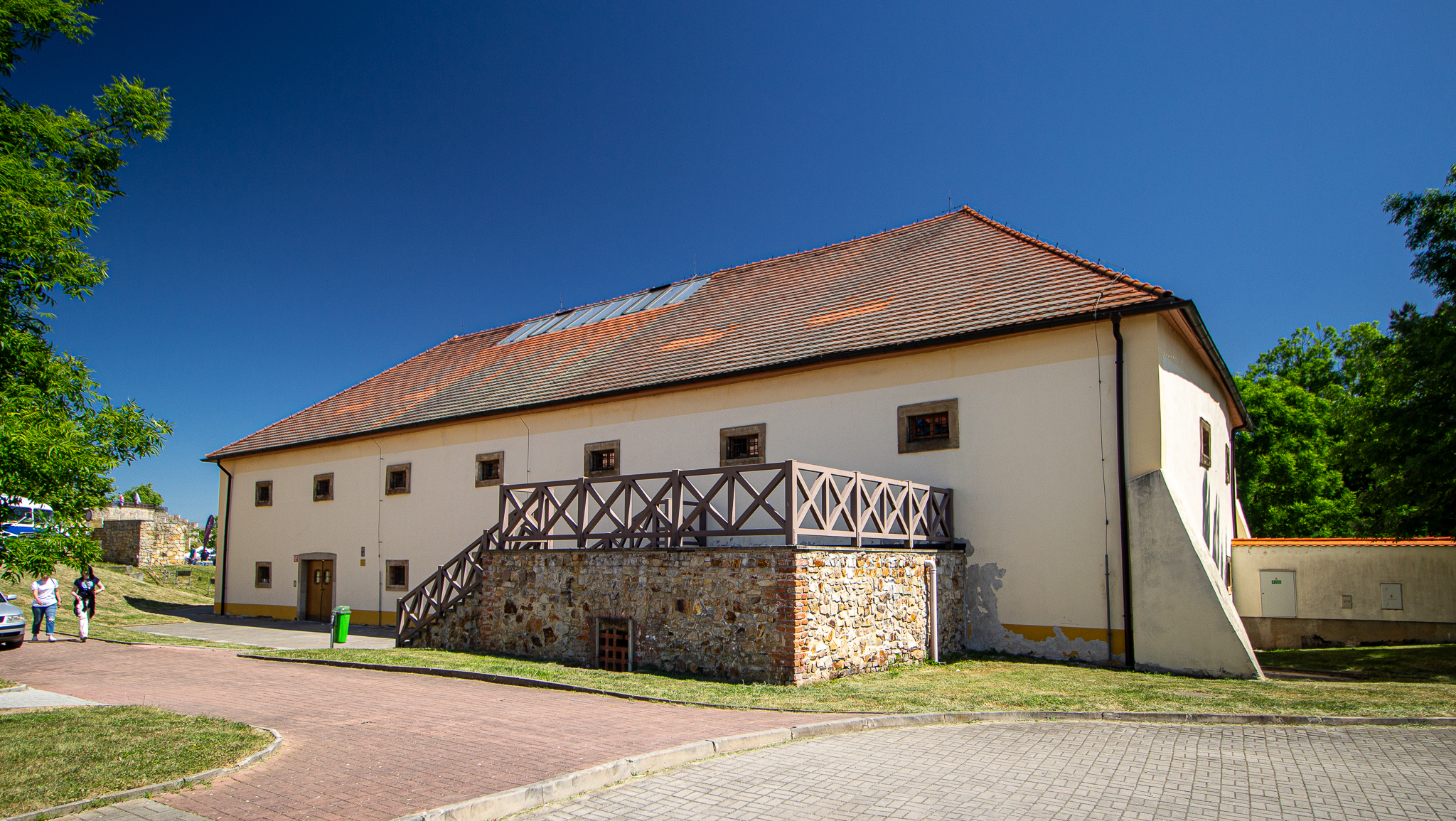
Barokní sýpka v Dubči

První zmínka o Dubči se datuje již k roku 1088, kdy byla za vlády knížete Vratislava založena kolegiátní kapitula vyšehradská. Původ názvu obce se odvozuje od dubu. Podle některých údajů se totiž dříve v okolí nacházely rozsáhlé dubové lesy, jiné prameny hovoří o odvození od výrazu pro dělníky specializované na kácení a zpracování dřeva, převážně dubů. Dubeč byla dřevařskou osadou zásobující Prahu. V roce 1502 za vlády Jana Dubečského z Dubče byla obec povýšena králem Vladislavem II. Jagellonským na městečko. V roce 1974 byla Dubeč připojena k Praze do správního obvodu Praha 10. Od roku 1990 vzniká městská část Praha-Dubeč s přenesenou působností státní správy ve správním obvodu Praha 15, přičemž je městská část součástí městského obvodu Praha 10.
Místní část Dubeček (dříve označovaná jako Malý Dubeč, německy Klein Dubetsch) je doložena minimálně od 14. století, vznikla o něco později než (Velký) Dubeč. Od vpádu Uhrů roku 1470 byla pustá, obnovena byla až v 18. století.
Do 7. května 2009 patřilo malé území Dolních Měcholup (dubečský hřbitov a nově postavené ulice U lipové aleje a Kolocova, vedeno jako základní sídelní jednotka 320625 Dolní Měcholupy-východ B a zároveň jako územně technická jednotka 920622 Dolní Měcholupy-Praha-Dubeč) do městské části Praha-Dubeč. S účinností od 8. května 2009 byla změněna hranice katastrálních území Dolní Měcholupy a Dubeč tak, aby byla shodná s hranicí mezi stejnojmennými městskými částmi. Převáděné území bylo přičleněno k základní sídelní jednotce 033332 Dubeč, zároveň došlo ke změně názvu ZSJ 132551 Dolní Měcholupy-východ A na Dolní Měcholupy-východ. Rozloha katastrálního území Dubeč se tak zvětšila z 850 na 860 ha. 

## Památky

### Kulturní památky
Významnou památkou Dubče je původně gotický kostel sv. Petra v Dubečku, doložený r. 1362. V letech 1867–1868 byl kostel přestavěn na novogotický a v té době byl vysazen i památný jasan, který se před ním tyčí. Významnou památkou je také barokní Dubečský špýchar, postavený v 17. století na základech původní starší gotické tvrze ze 14. století se zbytky bývalé novější tvrze z 15. století, opuštěné v roce 1508. Jednou z památek je také bývalé tvrziště se zbytky tvrze Lítožnice, doložené r. 1351 a opuštěné r. 1506; později zanikla i přilehlá ves s kostelem sv. Gotharda.

### Přírodní památky
Na území obce leží chráněné přírodní památky: Rohožník – lom v Dubči a soustava rybníků Lítožnice. Jsou součástí přírodního parku Říčanka, do kterého patří i parkový areál Panská zahrada vybudovaný v roce 2009 a les Robotka založený v roce 2016.
Roku 1928 byla na bývalé návsi zasazena Lípa svobody k 10. výročí vzniku Československé republiky. Prostranství je po lípě pojmenované, nese název „náměstí U Lípy svobody“.

### Další stavby
- Dubečský mlýn – připomínán před rokem 1656, Netlucká 25/1, u tvrze
- Podleský mlýn – u Podleského rybníka, zbořen 2013

## Územní členění a vývoj
Území Dubečku, tehdy pustého s osamoceným kostelem, bylo roku 1547 natrvalo připojeno k Dubči, ale ves Dubeček byla obnovena až v 18. století.
V roce 2009[zdroj?] byla změněna hranice městských částí a k městské části Praha-Dubeč byla připojena i přilehlá část katastrálního území Dolní Měcholupy, díl základní sídelní jednotky Dolní Měcholupy-východ B, který byl včleněn do základní sídelní jednotky Dubeč.
Katastrální území Dubeč a zároveň městská část Praha-Dubeč je tak tvořena třemi základními sídelními jednotkami:
- Dubeč: zahrnuje hlavní souvisle osídlené části Dubče a Dubečku
- Na korunce-Podleský mlýn (dříve Na korunce A): převážně nezastavěné území obklopující vlastní zástavbu se severu, východu i jihu. Spadá sem rybník Slatina a jižní část chatové osady Slatina, v níž několik budov má číslo popisné jako trvalé stavby určené k bydlení, dále neosídlené zemědělské či přírodní lokality s pomístními názvy V slatinách, Na horkách, V křížcích, Na korunce, Lítožnice (sem spadá tvrziště Lítožnice a přírodní památka Lítožnice s Lítožnickými rybníky), jižně od Dubče pak lokality U bažantnice a Podleský mlýn s adresou Podlesek 88/1 a nedaleká čistička odpadních vod (Podleský rybník již patří k Uhříněvsi)
- V křížcích: neobydlený severní výběžek v sousedství Běchovic, Dolních Počernic a Štěrbohol, zahrnuje areál Sběrných surovin na adrese K Horním Počernicím 213/1, část Štěrboholské spojky s párem čerpacích stanic bez přidělených adres, a severní část chatové kolonie Slatiny, v níž jeden objekt má přiděleno číslo popisné (630) jako trvalá stavba určená k bydlení.

## Vybavenost
V městská části Praha-Dubeč najdete služby, jako jsou zdravotní středisko, několik restaurací a hospod, velkoprodejna, víceúčelový dům s poštou a další menší prodejny a služby. V obci působí také Sbor dobrovolných hasičů.

## Kultura
Na území Dubče se koná mnoho společenských akcí. Každoročně se v městské části koná Masopust, Dětský karneval, Maškarní bál, Dubečský triatlon, triatlon KráKoDUh, osvětový festival Prohibifest, plesy pořádané místními spolky, také se pořádá pálení čarodějnice, Den dětí, vánoční svátky, probíhají mše v kostele sv. Petra, koncerty atd. V roce 2011 zde bylo otevřeno také Terárium Praha, které se chlubí největší sbírkou jedovatých hadů v ČR, k vidění jsou také ještěři a další zvířata.

## Vzdělání
V Dubči funguje několik soukromých školek, mateřská škola Dubeč s kapacitou cca 180 dětí, základní škola Dubeč s kapacitou cca 570 žáků a Základní umělecká škola MusicArt Univerzity Karlovy v Praze. V rámci Dubče a Uhříněvsi pracuje s mládeží také Dům dětí a mládeže Praha 10 Dům UM.

## Sport
V městské části Praha-Dubeč je možnost velkého spektra sportů, nabízí sporty jako fotbal, tenis, florbal, basketbal, volejbal a squash. V městské části sídlí místní fotbalový klub Čechie Dubeč, basketbalový oddíl Basketbal Sokol Dubeč a sportovní centrum Sport Arena Praha. Městskou částí vede také několik cyklostezek a turistických cest.

## Doprava
Městská hromadná doprava je do Dubče zajištěna především od metra A ze stanice Skalka linkami 111 a 329, důležité je také spojení linky 240 se stanicemi metra Černý Most na trase metra B, Háje na trase metra C a železničními stanicemi Běchovice a Horní Měcholupy. Dále zde jezdí méně důležitá linka 228 spojující Dubeč s Uhříněvsí a na druhé straně se Štěrboholy, stanicí metra A Depo Hostivař a Malešicemi. Noční autobusová linka 908 jezdí z Jinonic přes centrum Prahy a Dubeč do Klánovic.

## Fotogalerie

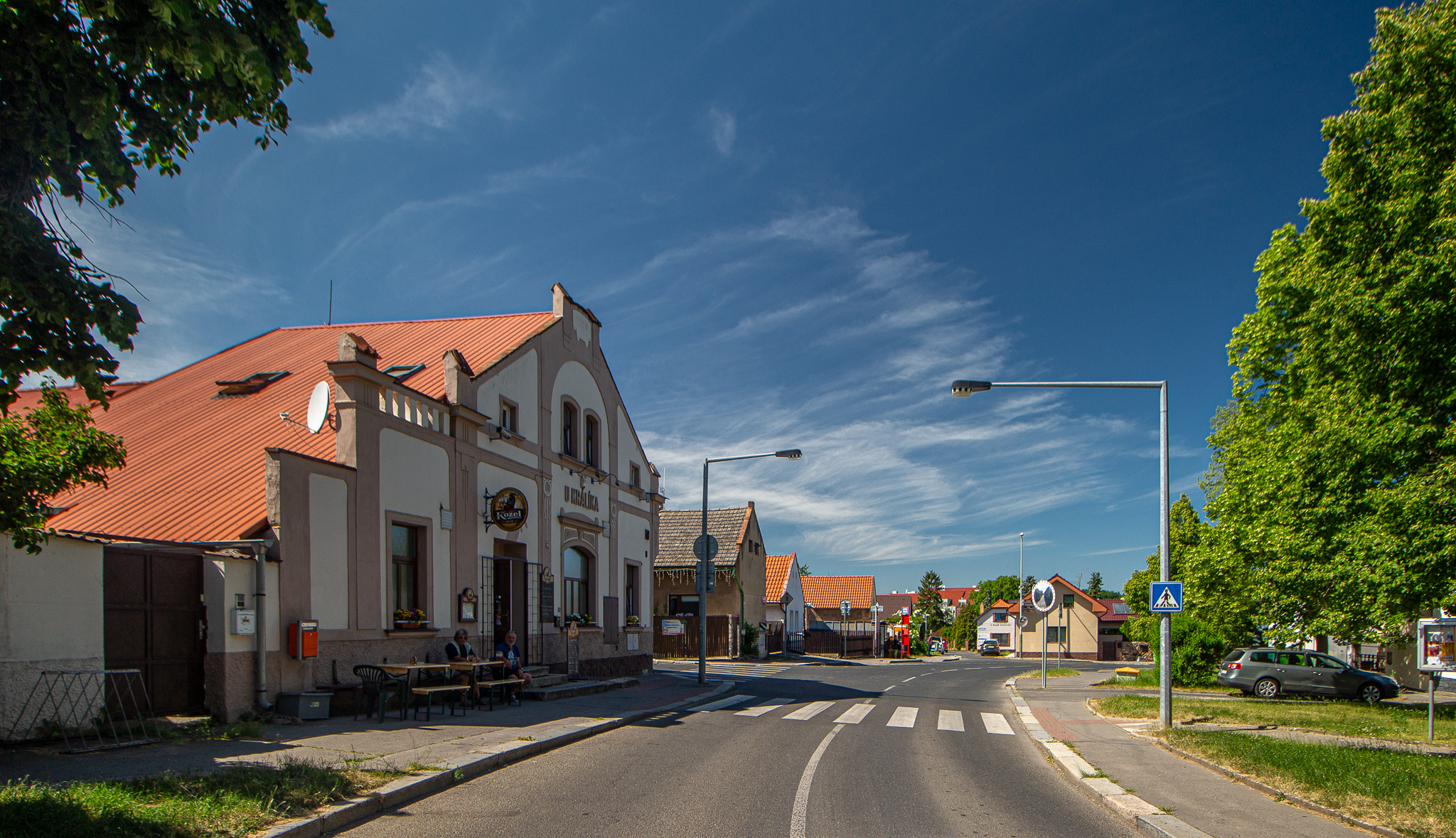
Hospoda na návsi v Dubečku
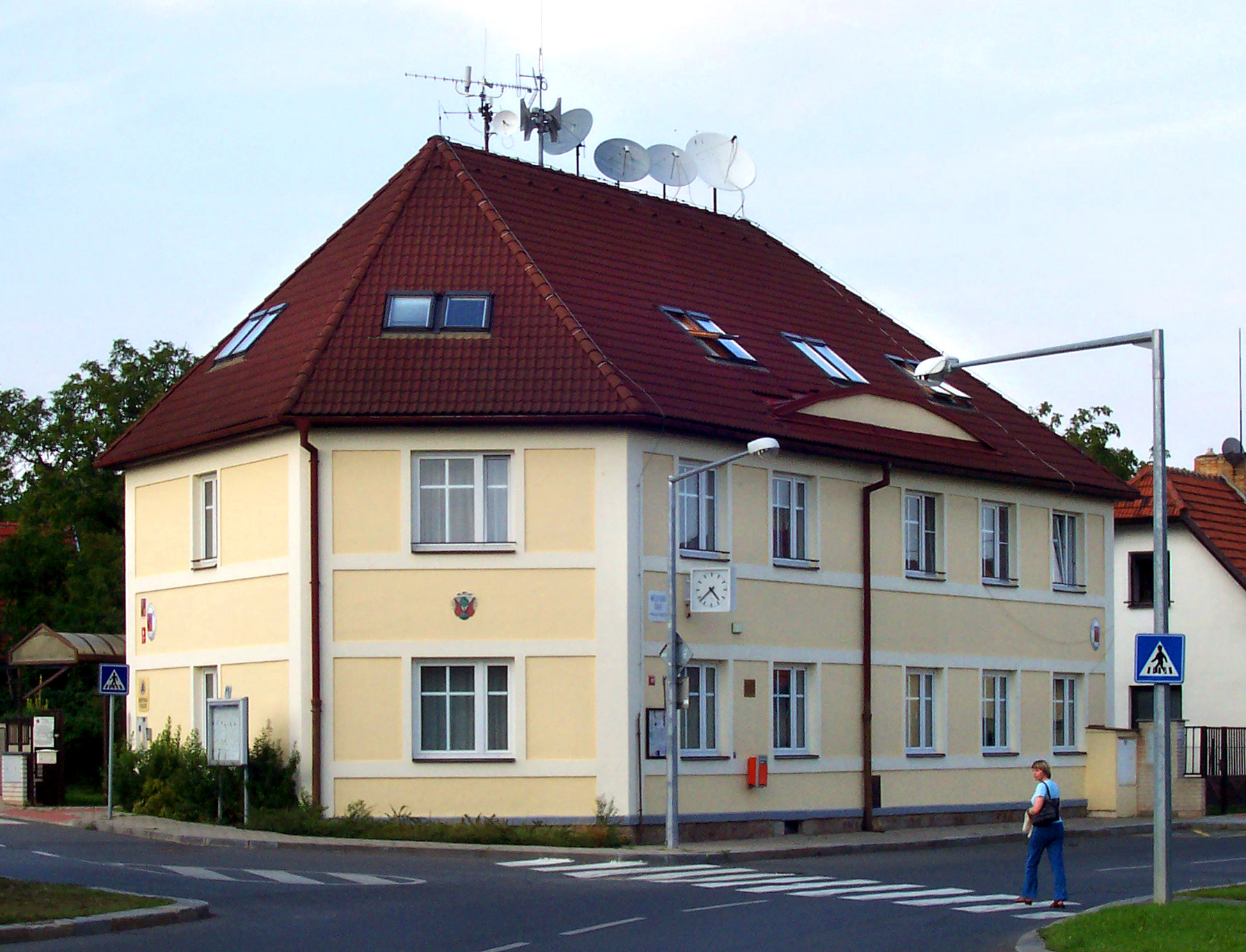
Dubečská radnice - úřad městské části Praha-Dubeč
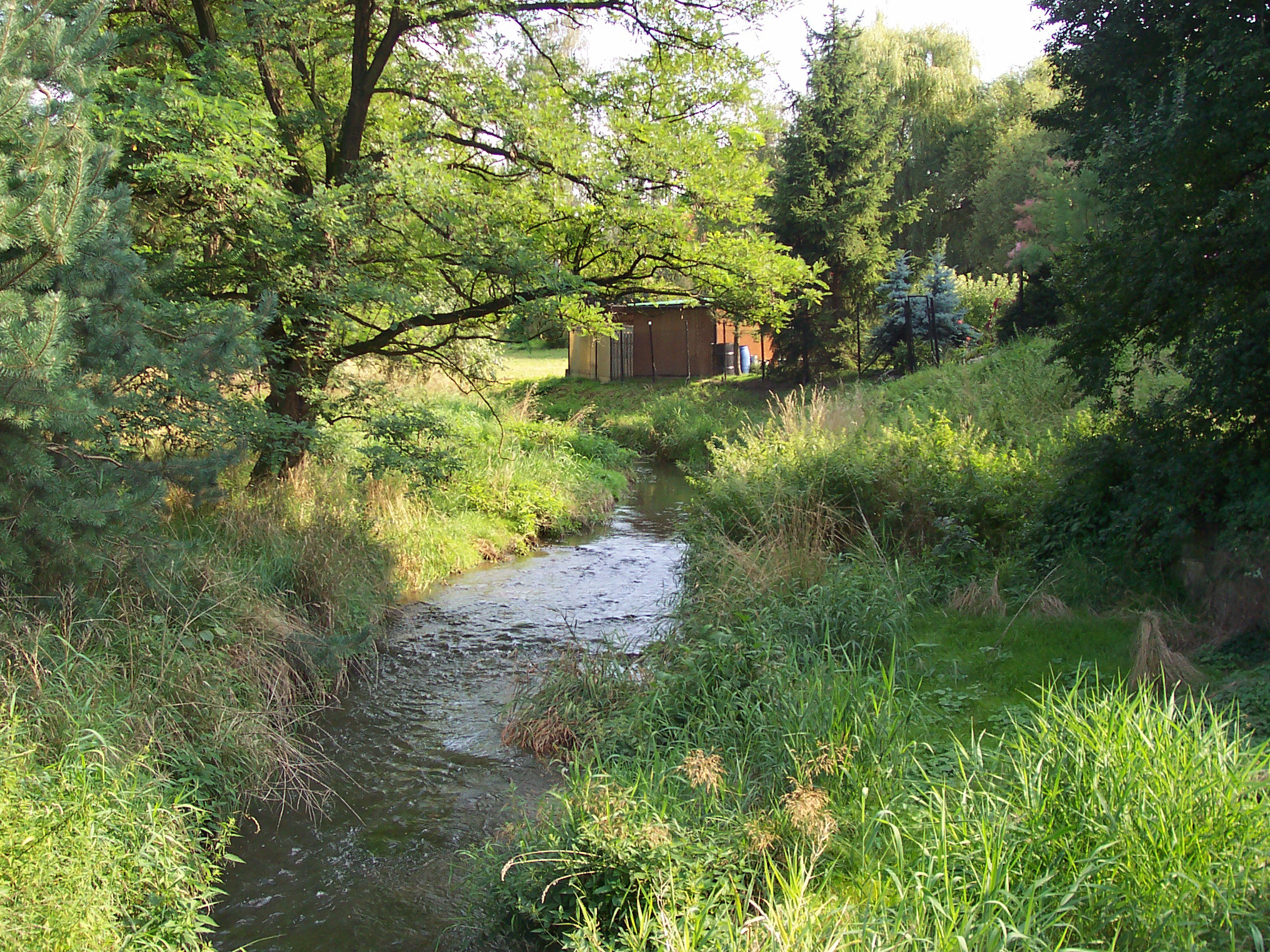
Potok Říčanka
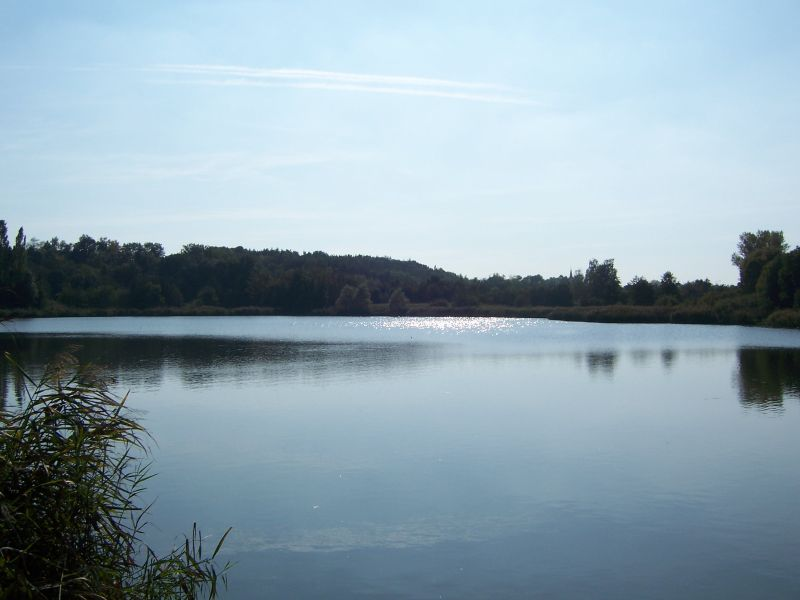
Rybník V Rohožníku
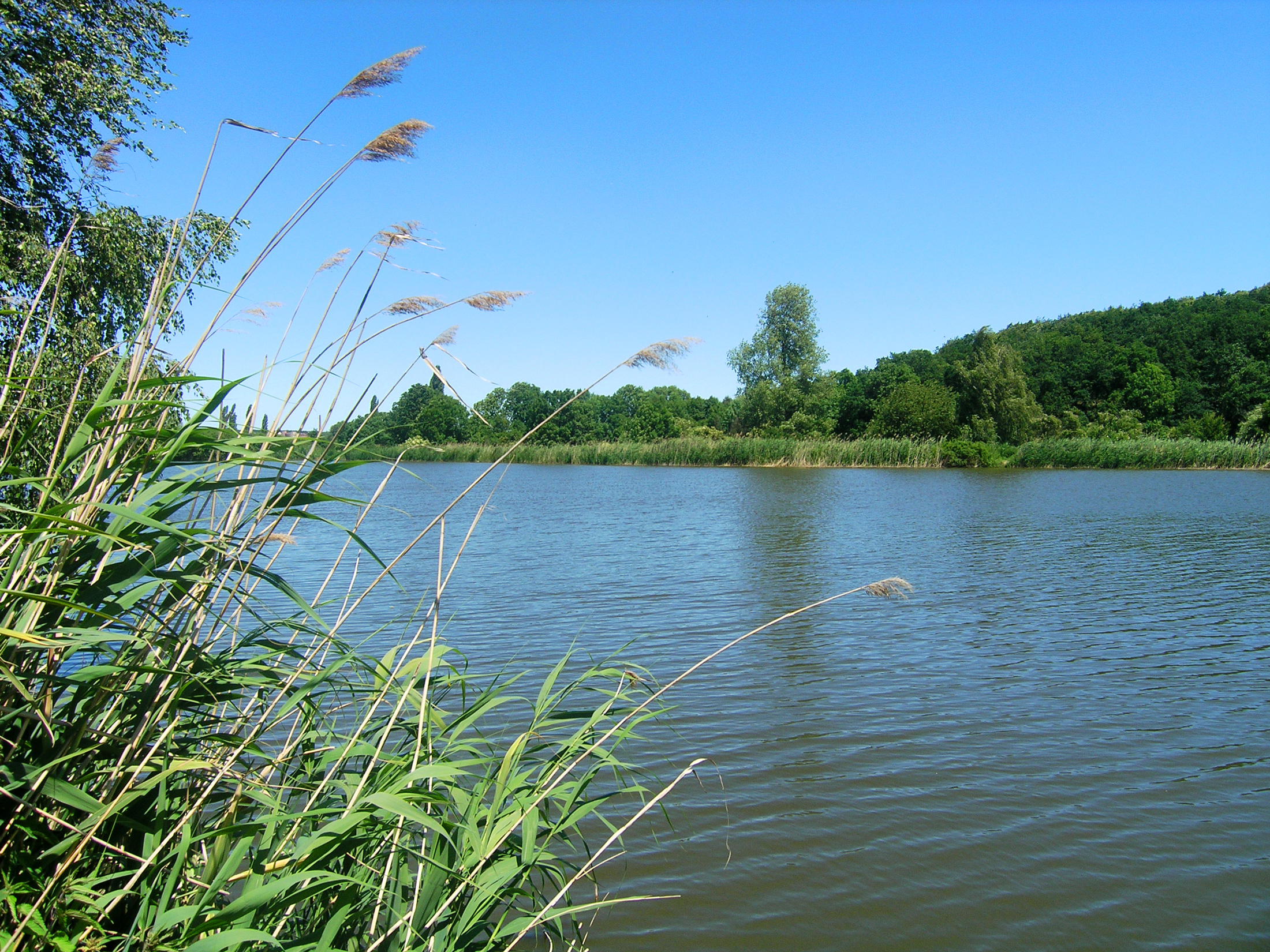
Lítožnický rybník
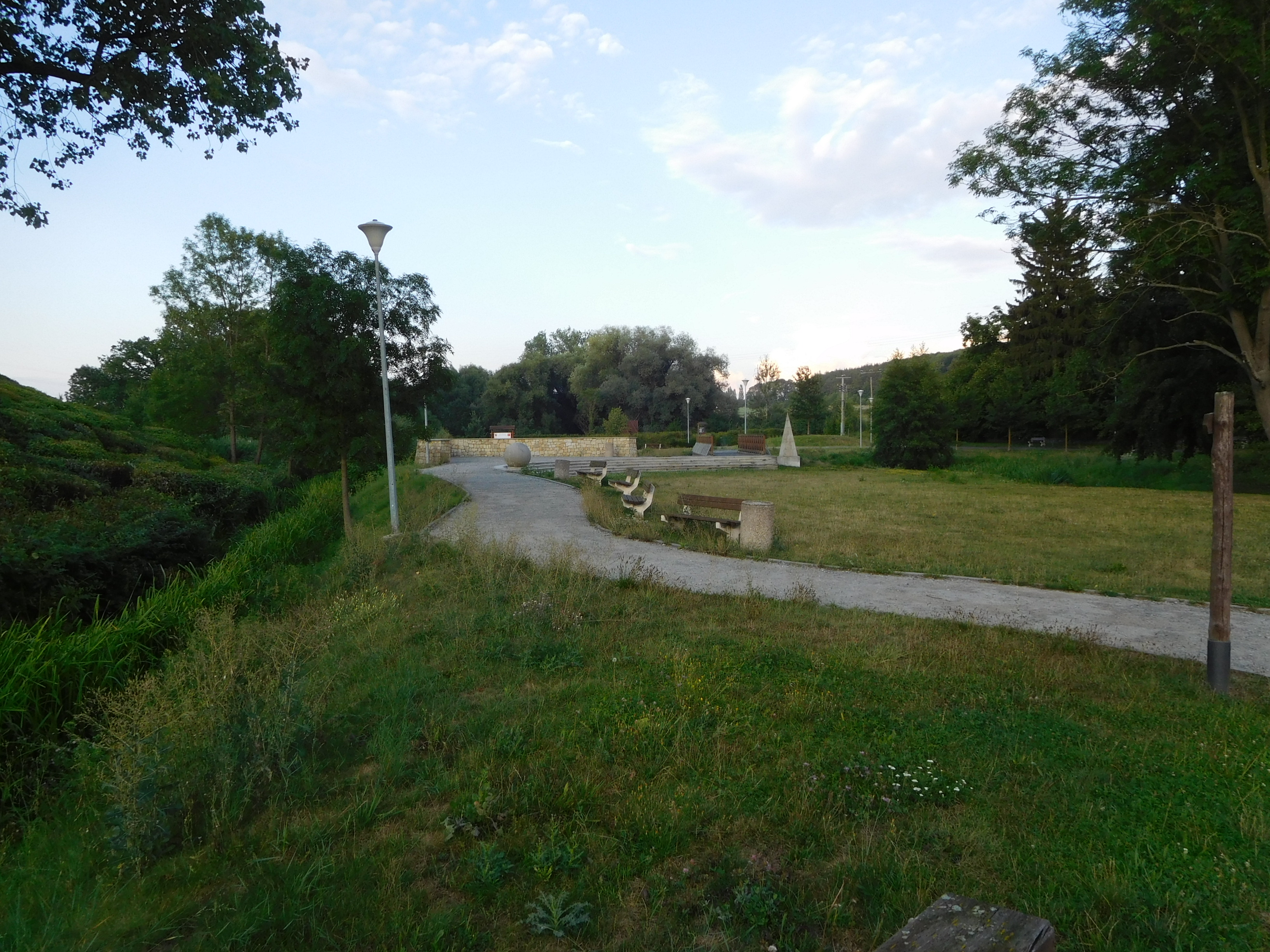
Panská zahrada

| Růžice kompasu | Štěrboholy      | Horní Počernice | Běchovice         | Růžice kompasu |
| Růžice kompasu | Dolní Měcholupy | Sever           | Koloděje          | Růžice kompasu |
| Růžice kompasu | Dolní Měcholupy | Dubeč           | Koloděje          | Růžice kompasu |
| Růžice kompasu | Dolní Měcholupy | Jih             | Koloděje          | Růžice kompasu |
| Růžice kompasu | Horní Měcholupy | Uhříněves       | Hájek u Uhříněvsi | Růžice kompasu |